# Favola

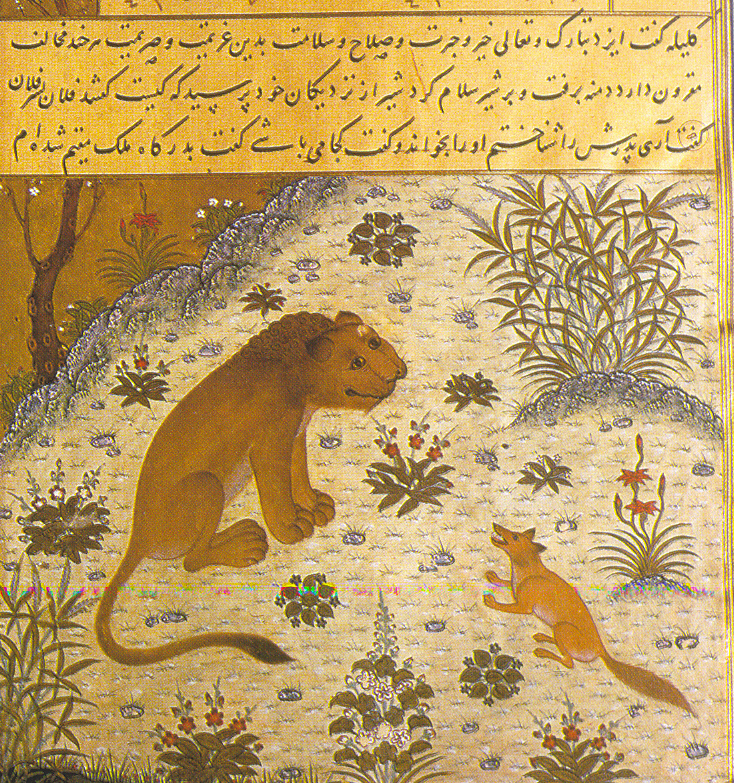
Una pagina da un codice del 1429 di Calila e Dimna, traduzione persiana del Pañcatantra, conservato nel Palazzo Topkapı

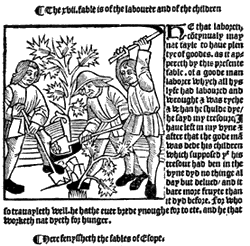
Codice medievale di isopet

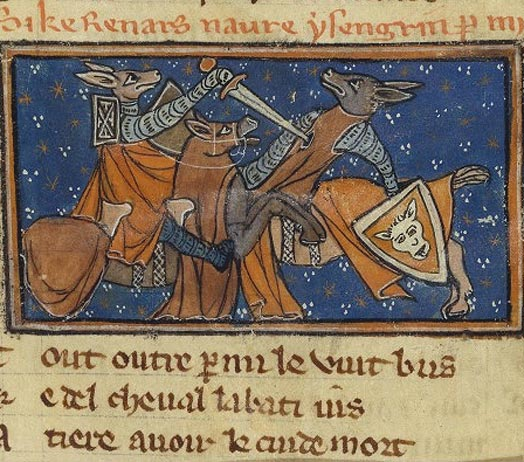
Miniatura dal Roman de Renart, fine del XIII secolo

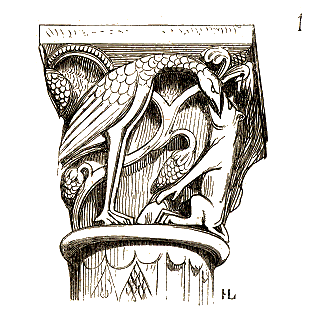
Rappresentazione della favola Il lupo e la gru su un capitello della cattedrale di Autumn (XII secolo)

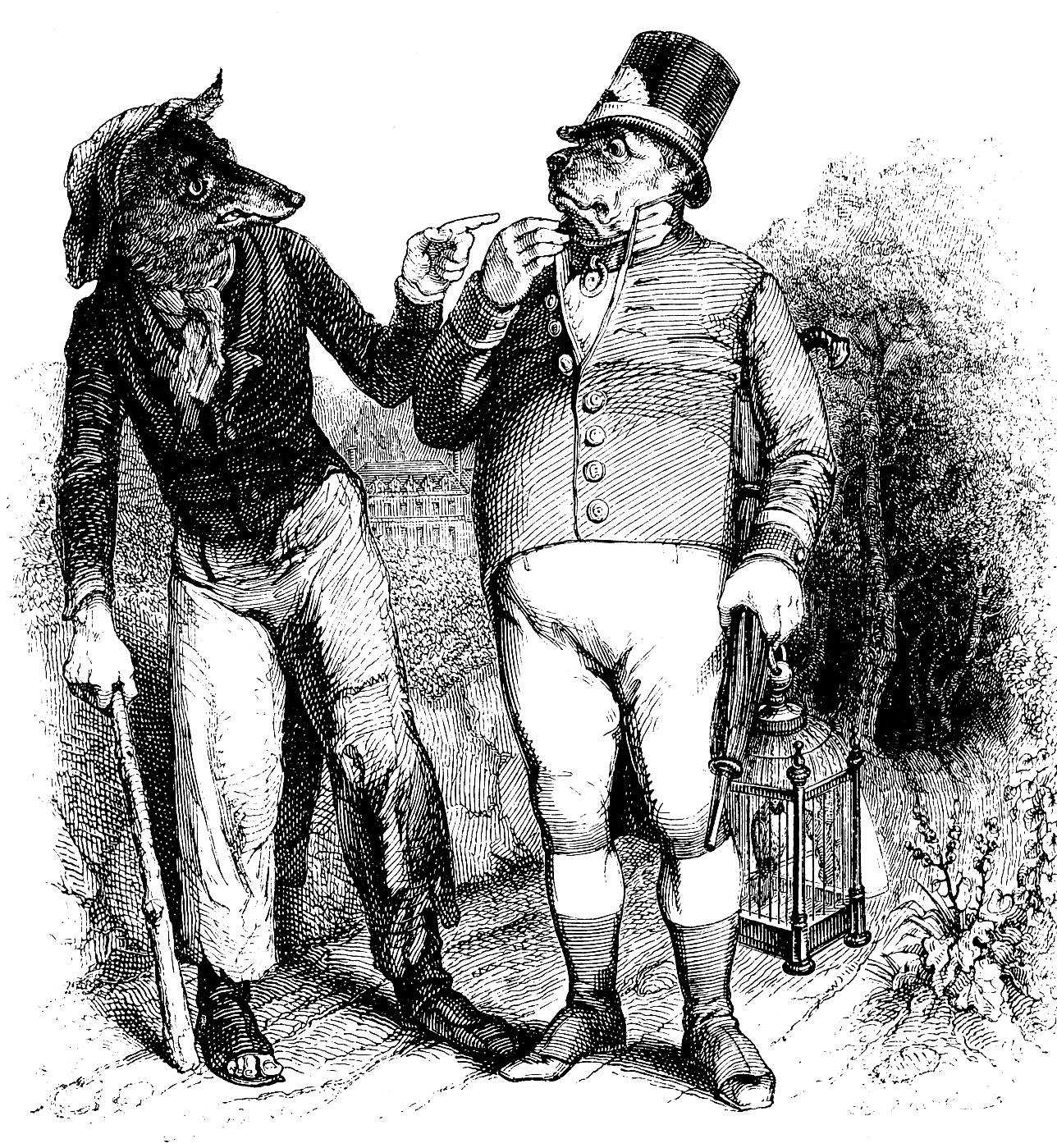
Illustrazione di Grandville per Il lupo e il cane di La Fontaine

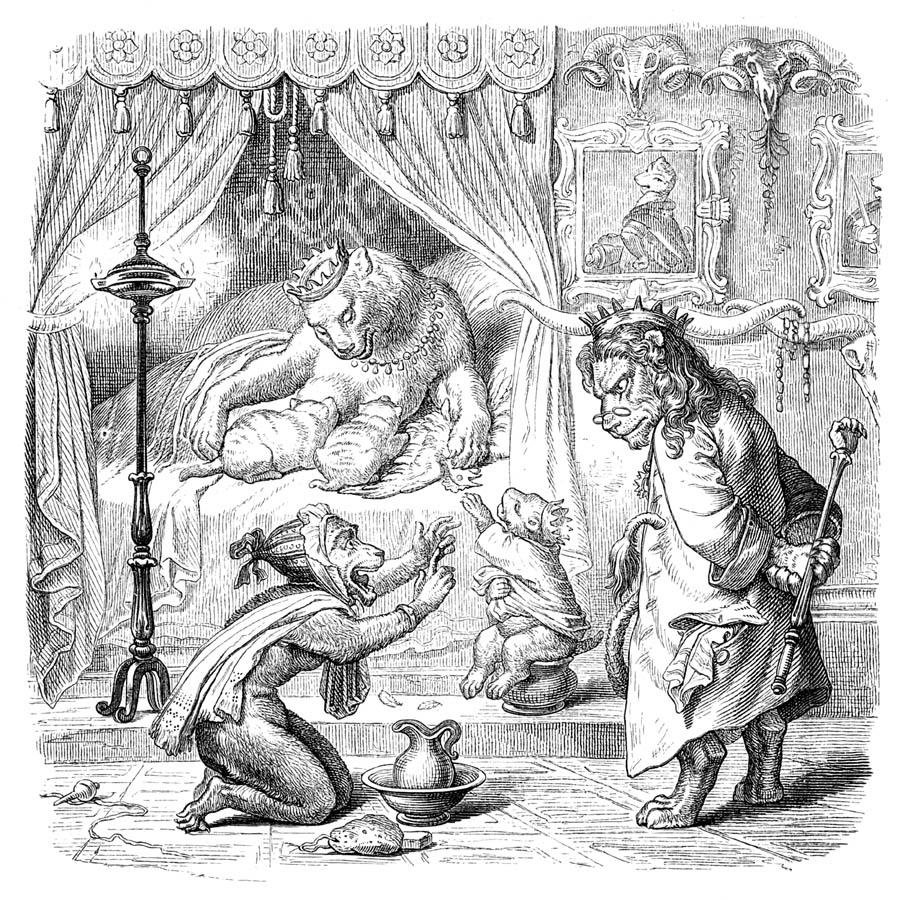
Illustrazione del Reineke Fuchs di Goethe, ad opera di Wilhelm von Kaulbach

La favola è un genere letterario caratterizzato da brevi composizioni, in prosa o in versi, che hanno per protagonisti di solito animali – più raramente piante o oggetti inanimati – e che sono fornite di una "morale".

## Caratteristiche
Il termine italiano «favola» deriva dal termine latino "fabula", derivante a sua volta dal verbo "for, faris, fatus sum, fari" = dire, raccontare. Il termine latino «fabula» indicava, in origine, una narrazione di fatti inventati, spesso di natura leggendaria e/o mitica. Va infatti specificato che con il termine favola, dai primi secoli d.C. fino alla fine del XVIII secolo, si qualificarono anche i miti. Ad esempio, nel Saggio sulle favole e sulla loro storia dell'astronomo francese Jean Sylvain Bailly, si faceva riferimento come fables (ovvero "favole") alle antiche leggende mitiche, soprattutto d'origine greca e romana. Fu solo nel XVIII secolo che il termine incominciò ad avere il significato che oggi gli viene attribuito.
La favola ha inoltre la stessa etimologia della "fiaba" (entrambe da «fabula»). Sebbene favole e fiabe abbiano molti punti di contatto, oltre alla comune etimologia, i due generi letterari sono diversi: 
- i personaggi e gli ambienti delle fiabe (orchi, fate, folletti, ecc.) sono fantastici, mentre quelli delle favole (animali con il linguaggio, i comportamenti e i difetti degli uomini) sono realistici;
- la favola è accompagnata da una "morale", ossia un insegnamento relativo a un principio etico o un comportamento, che spesso è formulato esplicitamente alla fine della narrazione (anche in forma di proverbio); la morale nelle fiabe in genere è sottintesa e non centrale ai fini della narrazione.

La favola può essere in prosa o in versi. Dal punto di vista della struttura letteraria, la favola presenta elementi di somiglianza con la parabola, nella quale tuttavia non compaiono animali antropomorfici o esseri inanimati.

## Storia

### Evo antico
Come genere letterario, le favole più antiche costituiscono verosimilmente l'elaborazione di materiale tradizionale associato forse a una remota epopea di animali.
La più antica favola, tra tutte quelle note, è considerata la Storia dei due fratelli, un componimento egizio del XIII secolo a.C.; testi egizi analoghi, ma di epoca successiva, sono Il principe predestinato (XIX dinastia) e Menzogna e verità (Periodo del Nuovo Regno). Talmud (0 a 400) riporta favole nel nome di Rabbi Meir e Rabbi Akiva.
La tradizione orale della favola in India può esser fatta risalire al V secolo a.C. La più antica raccolta di origine orientale, il Pañcatantra è sopravvissuta solamente attraverso una traduzione araba dell'VIII secolo; un'altra opera in sanscrito, l'Hitopadesa, pur contenendo materiale tradizionale elaborato molti secoli prima, è stata compilata solo nel XII secolo.
Di Esopo, il più antico autore di favole dell'antica Grecia e del mondo occidentale, possediamo 400 favole in prosa di cui tuttavia non si sa quanto l'attuale redazione, ellenistica o bizantina, corrisponda all'originale. La stessa storicità di Esopo è stata spesso messa in discussione: Esopo sarebbe stato uno schiavo, di origine frigia, vissuto in Grecia nel VI secolo a.C. Le sue favole costituiscono ancora il modello del genere letterario e rispecchiano comunque la morale tradizionale dell'antica Grecia. Platone ci informa che lo stesso Socrate aveva messo in versi alcune favole di Esopo.
Anche il favolista latino Fedro (I secolo d.C.) sarebbe stato uno schiavo: nato in Tracia, condotto prigioniero a Roma, affrancato da Augusto, scrisse durante il regno di Tiberio favole in senari giambici molte delle quali verosimilmente sono andate perdute. Le favole di Fedro riprendono il modello di quelle di Esopo, ma con un diverso atteggiamento: Fedro non è infatti, come Esopo, il favolista di un mondo contadino, ma di uno stato evoluto dove dominano l'avidità e la sopraffazione. Sebbene con le sue favole non si fosse proposto attacchi personali, Fedro tuttavia fu perseguitato da Seiano, il potente prefetto del pretorio di Tiberio. Nelle favole pessimiste di Fedro il prepotente trionfa sempre sul debole, il quale è invitato alla rassegnazione o, nella migliore delle ipotesi, a cercare un compromesso accettabile nei rapporti con il potere: 
(Fedro, Fabulae, III, prologus, vv.33-37)
Altri autori minori del mondo classico sono il greco Babrio (III secolo) ed il latino Aviano (IV secolo). Il primo ridusse in versi ipponattei 123 favole attribuite a Esopo; Aviano diede invece una descrizione in distici elegiaci di 42 favole di Fedro.

### Medioevo
Nel Medioevo il genere della favola ebbe molta fortuna. Molte favole medievali si richiamavano nel titolo a Esopo, le cui composizioni in realtà in epoca medievale non erano più conosciute: l'autore della maggior parte delle "favole esopiche" del Medioevo era invece Fedro; ma del grande favolista latino in epoca medievale era stato dimenticato invece il nome, che tornerà alla luce solo alla fine del XVI secolo. La più popolare silloge di favole in epoca medievale era in prosa ed era chiamata "Romulus" (IX secolo): vi erano contenute per lo più favole di Fedro, attribuite tuttavia a un autore latino di nome Romolo (in lingua latina: Romulus) il quale, come riferito nell'introduzione, avrebbe tradotto le favole di Esopo dal greco in latino per farle conoscere al proprio figlio Tiberino.
Dal "Romulus" vennero generate anche opere di favole in versi latini, come per es. il Novus Aesopus di Alexander Neckam in distici elegiaci. In Francia fiorirono raccolte di favole esopiche in prosa in lingua francese, dette isopet, la più famosa delle quali fu scritta da Maria di Francia (fine del secolo XII). Sebbene il termine "isopet" evochi Esopo nel nome, le isopet francesi erano tratte in realtà soprattutto da quelle di Fedro tramandate attraverso il "Romulus". Anche in Italia nel XIV e del XV secolo si svilupparono volgarizzazioni soprattutto dalle favole in distici elegiaci latini di Gualtiero Anglico. Se le "isopet" in lingua francese rispecchiavano i valori dell'aristocrazia feudale, le favole italiane in lingua volgare note col nome di "Esopo volgare" rispecchiavano i valori delle nuove realtà sociali dominanti alla fine del medioevo: i mercanti e gli ordini mendicanti.
Nel basso Medioevo si affermò anche una epopea animalista, un genere letterario autonomo nato probabilmente in India, giunto in Europa attraverso versioni del Pañcatantra arabe ed ebraiche tradotte in lingua latina da Giovanni da Capua e da Baldo, e sviluppato infine nel nord della Francia con poemi aventi per protagonisti animali, soprattutto la volpe (in lingua francese Renard) e il lupo. Il ciclo più importante di quel periodo è il Roman de Renart, una vasta raccolta di poemi con animali, scritti nel XII-XIII secolo da più autori rimasti sconosciuti, nei quali si esalta il gusto dell'avventura, l'ironia, l'astuzia.

### XVI secolo
Le favole furono molto apprezzate nel periodo rinascimentale anche in Italia. Il significato didascalico delle favole venne osservato con maggior interesse in seguito alla pubblicazione degli Emblemata di Andrea Alciato. Ma già agli inizi del XVI secolo delle favole scherzose, sul modello di Orazio, ricorrevano molto frequentemente nelle Satire dell'Ariosto; è il caso, per esempio, della favola della zucca nella Settima satira o delle favole della gazza e della ruota della fortuna nella Terza satira. Agnolo Firenzuola e Anton Francesco Doni si rifecero al Panchatantra, il primo con La prima veste dei discorsi degli animali (una traduzione parziale dall'opera di Giovanni da Capua attraverso una versione in castigliano del XV secolo), il secondo con la sua traduzione integrale. Anche Leonardo da Vinci scrisse alcune favole che seguono la struttura della favola classica, ma che hanno per personaggi soprattutto gli elementi naturali e veicolano una morale pessimistica. Ricorsero alle favole anche i polemisti fautori della Riforma protestante, per es. Erasmus Alberus, la cui opera fu apprezzata da Martin Lutero che nella favola vedeva un efficace strumento nella polemica protestante contro la Chiesa cattolica.

### XVII secolo
In Italia, in età barocca, la favola non ebbe molti cultori. Non così in Francia. Fra la fine XVI secolo e gli inizi del XVII secolo due importanti opere filologiche attirarono l'attenzione su Fedro. Nel 1596 il calvinista francese Pierre Pithou pubblicò un importantissimo codice del IX secolo di Fedro, noto come "Pithoeanus", mentre nel 1608 fu il padre gesuita Jacques Sirmond a scoprire nella biblioteca dell'abbazia di Saint-Remi un secondo codice di Fedro, anch'esso del IX secolo, noto come "Remensis" e purtroppo perduto nel 1774 per un incendio. Questi ritrovamenti ravvivarono in Francia il gusto per la favola; non a caso un francese, Jean de La Fontaine, creò dei veri capolavori riscrivendo in versi molte favole di Esopo, di Fedro o quelle appartenenti alla tradizione medioevale. Nella prima raccolta di Favole (1668) La Fontaine seguì il modello di Esopo; nei libri pubblicati durante i successivi 25 anni, La Fontaine utilizzò la favola per fare satira su corte, aristocrazia, Chiesa, e sulla nascente borghesia: in breve l'intero consorzio umano. La sua influenza fu enorme in tutta Europa.

### XVIII secolo
Il secolo d'oro della favola fu il XVIII secolo. Sotto il camuffamento degli animali delle favole gli illuministi lasciavano intravedere la sottostante razionalità. In Italia scrissero favole Aurelio de' Giorgi Bertola, l'abate Giovanni Battista Casti, Tommaso Crudeli, Antonio Jerocades, Giambattista Roberti, Lorenzo Pignotti, Luigi Clasio (pseudonimo di Luigi Fiacchi), Giovanni Meli, autore di "Favuli morali" (Favole morali) in siciliano. Scrissero favole: in Francia Jean-Pierre Claris de Florian, nipote di Voltaire, in Inghilterra John Gay, in Spagna Tomás de Iriarte e Félix María Samaniego. In Germania scrisse favole Christian Fürchtegott Gellert, mentre Gotthold Ephraim Lessing, oltre che autore di favole, ne studiò la struttura e la funzione in cinque trattati pubblicati solo di recente in italiano. Scrissero favole in Danimarca Edvard Storm, in Polonia Ignacy Krasicki e in Russia Ivan Ivanovič Dmitriev, che fu ministro della giustizia di Alessandro I di Russia, e soprattutto Ivan Andreevič Krylov, giudicato il più grande scrittore di favole russo.

### XIX secolo
Sebbene nel XIX secolo alle favole vennero preferite di solito le fiabe, non mancarono grandi autori di favole anche in quell'epoca, per esempio Cristóbal de Beña e Juan Eugenio Hartzenbusch in Spagna; Ambrose Bierce negli Stati Uniti d'America (quest'ultimo utilizzò la favola come mezzo di satira politica) e Beatrix Potter in Inghilterra; quest'ultima fu una autrice di favole più aderenti alle convenzioni del passato. Scrisse favole anche il grande Tolstoj il quale le inserì ne I quattro libri di lettura, scritti per i figli dei contadini che frequentavano la scuola di Jasnaja Poljana da lui fondata.

### XX secolo
Nel XX secolo si ha un ritorno alla tradizionale favola esopiana con Pietro Pancrazi, autore della raccolta L'Esopo moderno nel 1930, o con alcuni poeti dialettali quali Trilussa, autore di favole in romanesco o Vittorio Butera, autore di favole in calabrese. Ricorsero alla favola anche scrittori "impegnati" quali Italo Calvino con Marcovaldo, Jean Anouilh che nel 1961 pubblicò una raccolta di 43 Fables, Leonardo Sciascia, Rudyard Kipling con Il libro della giungla e George Orwell il cui più noto romanzo La fattoria degli animali è una parabola del comunismo sovietico raccontata riprendendo molti elementi della favolistica di Esopo. Anche Franz Kafka scrisse favole in lingua tedesca, Kornej Ivanovič Čukovskij in lingua russa, José Bento Renato Monteiro Lobato in lingua portoghese, Damon Runyon e James Thurber in lingua inglese.

### XXI secolo
Nel XXI secolo lo scrittore napoletano Sabatino Scia è tra coloro che apportano un rinnovamento al genere della favola. Le sue sono definite 'Favole di protesta occidentale' in quanto, pur restando fedeli all'antica tradizione di Fedro, stigmatizzano la società contemporanea. La collaborazione con illustri voci del suo tempo lo ha portato nel 2007 a vincere il prestigioso premio Elsa Morante Ragazzi con l'opera 'Alda e Io - Favole', scritto a quattro mani con la poetessa Alda Merini.
Dall'altra parte del mondo, in America Latina, gli scrittori Juan e Victor Ataucuri Garcia hanno contribuito alla rinascita della favola nel XXI secolo con una nuova idea: utilizzare la favola come elemento diffusore dell'identità nazionale avvalendosi della vasta letteratura tradizionale questo continente. A tal fine, nel suo libro "Favole Peruanas", hanno effettuato la loro raccolta di tesi di miti, leggende, credenze andina e amazzonica del Perù, poi, da questo, creano belle favole fatte è diventato un modo molto interessante per diffondere la ricca letteratura tradizionale del suo paese. Il risultato è stato un lavoro straordinario ricco di sfumature regionali, dove si scopre il rapporto dell'uomo con la sua origine, la natura, la sua storia, i suoi costumi e le credenze che poi diventano norme e valori.